# Полицајац са Петловог брда
Полицајац са Петловог брда је југословенска телевизијска серија од 12 епизода. Снимана је 1992. и 1993. године у режији Михаила Вукобратовића, сценарио је писао Предраг Перишић. Премијерно је емитована на РТС 1, у два одвојена циклуса, од 7. фебруара 1993. до 4. децембра 1994. године.

## Кратак садржај
Полицијски инспектор Бошко Симић, има петоро деце и четири жене. Спретан у акцијама, необичан отац и „мајка“ својој деци, непоновљив својим бившим и будућим женама.
Све његове бивше супруге су врло успешне пословне жене, а њихове каријере не остављају нимало времена за породични живот, док Бошко са својом децом живи у кући на Петловом брду. Временом његов професионални живот трпи јер његов шеф не жели да толерише стална закашњења и изостајање са посла. Живот његове необичне породице пун је комичних ситуација, али породична љубав помаже да се увек и из сваке ситуације пронађе најбољи излаз.

## Списак епизода
| Епизода              | Епизода (сез) | Назив епизоде        | Премијерно емитовање |
| -------------------- | ------------- | -------------------- | -------------------- |
| Прва сезона          |               |                      |                      |
| 1.                   | 1.            | Мушка мама           | 7. фебруар 1993.     |
| 2.                   | 2.            | Отмица               | 14. фебруар 1993.    |
| 3.                   | 3.            | Двоструки обрт       | 21. фебруар 1993.    |
| 4.                   | 4.            | Љубав на први поглед | 28. фебруар 1993.    |
| 5.                   | 5.            | Сенка                | 7. март 1993.        |
| 6.                   | 6.            | На тајном задатку    | 14. март 1993.       |
| Друга сезона         |               |                      |                      |
| 7.                   | 1.            | Освета               | 30. октобар 1994.    |
| 8.                   | 2.            | Чија је беба         | 6. новембар 1994.    |
| 9.                   | 3.            | Сведок               | 13. новембар 1994.   |
| 10.                  | 4.            | Опасан криминалац    | 20. новембар 1994.   |
| 11.                  | 5.            | Пут у Америку        | 27. новембар 1994.   |
| 12.                  | 6.            | Кобна грешка         | 4. децембар 1994.    |
| Новогодишњи Специјал |               |                      |                      |
| 13.                  | 7.            | Заљубљени полицајац  | 31. децембар 1994.   |

## Улоге
| Глумац                | Улога                                                       |
| --------------------- | ----------------------------------------------------------- |
| Љубиша Самарџић       | Бошко Симић, инспектор Београдске полиције                  |
| Милена Дравић         | Вера, Јаснина мајка, прва Бошкова жена                      |
| Светлана Бојковић     | Радмила, Тањина и Соњина мајка, друга Бошкова жена          |
| Неда Арнерић          | Наталија, Давидова мајка, трећа Бошкова жена                |
| Маја Сабљић           | Ана, Сашина мајка, четврта Бошкова жена                     |
| Бранка Катић          | Јасна Симић, најстарија Бошкова кћерка                      |
| Катарина Радивојевић  | Соња Симић, средња Бошкова кћерка                           |
| Тијана Вукотић        | Тања Симић, најмлађа Бошкова кћерка                         |
| Марко Стојиљковић     | Давид Симић, Бошков син                                     |
| Горан Султановић      | Јова Пајкић, Бошков колега                                  |
| Зоран Цвијановић      | Владимир, таксиста                                          |
| Никола Милић          | Бошков шеф                                                  |
| Никола Којо           | Риђи, ситан криминалац                                      |
| Јелица Сретеновић     | Миња                                                        |
| Милутин Караџић       | Грдоје, Мињин брат                                          |
| Слободан Нинковић     | Вучина, Мињин брат                                          |
| Бранка Пујић          | Ирена Солдатовић                                            |
| Љиљана Благојевић     | Докторка Смиља                                              |
| Лепомир Ивковић       | Лаки                                                        |
| Милутин Мићовић       | Колега са посла                                             |
| Оливера Марковић      | Тетка Богосава                                              |
| Михајло Викторовић    | Теча Александар                                             |
| Ивана Жигон           | Марина                                                      |
| Љиљана Драгутиновић   | Марија                                                      |
| Јасмина Аврамовић     | Ивона Митић                                                 |
| Наташа Лучанин        | Анђела                                                      |
| Дара Џокић            | Карен Конквист, Први секретар амбасаде Краљевине Данске     |
| Весна Тривалић        | Вања                                                        |
| Богољуб Петровић      | Коњушар                                                     |
| Бранислав Зеремски    | Инспектор                                                   |
| Растко Тадић          | Портир Илић                                                 |
| Драган Петровић       | Инспектор Милан                                             |
| Тања Бошковић         | Принудна начелница одељења                                  |
| Марко Николић         | Рамбо                                                       |
| Феђа Стојановић       | Ћора                                                        |
| Жика Миленковић       | Мињин отац                                                  |
| Ружица Сокић          | Ружица                                                      |
| Горан Радаковић       | Вањин брат                                                  |
| Александар Груден     | Халид                                                       |
| Бранко Јеринић        | Продавац оружја 1                                           |
| Мирослав Хлушичка     | Продавац оружја 2                                           |
| Станислава Пешић      | Професорка Софија                                           |
| Горан Букилић         | Стив Панајотовић                                            |
| Даница Максимовић     | Ружа, власница ноћног клуба                                 |
| Слободан Ћустић       | Серјожа                                                     |
| Елизабета Ђоревска    | Социјална радница                                           |
| Мирослав Жужић        | Продавац коњских кобасица                                   |
| Јелена Жигон          | Маринина мајка                                              |
| Стево Жигон           | Маринин отац                                                |
| Стојан Дечермић       | Доктор                                                      |
| Душан Јакишић         | Момчило                                                     |
| Ева Рас               | Ивонина тетка                                               |
| Ања Поповић           | Лела                                                        |
| Олга Познатов         | Жена која упада у такси                                     |
| Владан Дујовић        | Насилник у аутобусу                                         |
| Богољуб Новаковић     | Путник у аутобусу                                           |
| Азра Ченгић           | Учитељица                                                   |
| Оливера Викторовић    | Службеница у Југотурсу                                      |
| Владан Живковић       | Милиционер Стева                                            |
| Ранко Гучевац         | Милиционер у затвору                                        |
| Љубомир Ћипранић      | Стражар у затвору                                           |
| Предраг Милинковић    | Човек коме су украли пеглицу/Милиционер на граници          |
| Десимир Станојевић    | Диригент                                                    |
| Љиљана Ђурић          | Докторка у заводу за збрињавање деце                        |
| Милутин Јевђенијевић  | Рецепционер                                                 |
| Зоран Бабић           | Аутомеханичар                                               |
| Радомир Радосављевић  | Кријумчар цигаретама                                        |
| Добрила Илић          | Судија                                                      |
| Розалија Леваи        | Жана, Бошкова школска другарица                             |
| Рамиз Секић           | Љуба, Бошков школски друг                                   |
| Ратко Милетић         | Бошков школски друг који се угојио                          |
| Мирослав Бијелић      | Председник жирија за доделу књижевне награде/Директор банке |
| Мирко Бабић           | Човек који проба Бошково венчано одело                      |
| Богдан Кузмановић     | Лопов                                                       |
| Борис Радмиловић      | Фотограф                                                    |
| Александра Анђелковић | Стриптизета                                                 |
| Раде Кековић          | Водитељ избора за мис                                       |
| Здравко Биоградлија   | Човек који чека такси                                       |
| Деса Биоградлија      | Жена која чека такси                                        |
| Срђан Јераковић       |                                                             |

Комплетна ТВ екипа  ▼
| Редитељ              | Михаило Вукобратовић     | (12 еп. 1993—1994)                     |
| Сценариста           | Предраг Перишић          | (12 еп. 1993—1994)                     |
| Композитор           | Драган Илић              | (12 еп. 1993—1994)                     |
| Директор фотографије | Предраг Поповић          | (6 еп. 1993)                           |
| Директор фотографије | Милош Спасојевић         | (6 еп. 1994)                           |
| Директор фотографије | Александар Јовановић     | (непознат број епизода)                |
| Монтажер             | Љиљана Лана Вукобратовић | (6 еп. 1993)                           |
| Монтажер             | Радомир Тодоровић        | (6 еп. 1994)                           |
| Сценограф            | Дукан Раденковић         | (6 еп. 1993)                           |
| Сценограф            | Сава Барбузан            | (6 еп. 1994)                           |
| Уметнички директор   | Драгољуб Јовичић         | (непознат број епизода)                |
| Костимограф          | Гордана Анђелковић       | (12 еп. 1993—1994)                     |
| Одсек за шминку      | Зорана Кривокућа         | шминкер (непознат број епизода)        |
| Одсек за шминку      | Љиљана Обрадовић         | шминкерка (непознат број епизода)      |
| Помоћник режије      | Радивоје Андрић          | 1 помоћник редитеља (12 еп. 1993—1994) |
| Уметнички одсек      | Зоран Петровић           | набавни реквизитер (12 еп. 1993—1994)  |
| Одсек за звук        | Ђорђе Ђуровић            | тонски сарадник (10 еп. 1993—1994)     |
| Одсек за звук        | Никола Кокотовић         | микроман (6 еп. 1994)                  |
| Одсек за звук        | Светислав Ристић         | тонски сарадник (2 еп. 1993)           |
| Специјални ефекти    | Срба Кабадајић           | пиротехничар (6 еп. 1994)              |
| Одсек за монтажу     | Славица Јашић            | резач негатива (12 еп. 1993—1994)      |
| Одсек за монтажу     | Петар Мостарац           | колор тајмер (12 еп. 1993—1994)        |
| Одсек за монтажу     | Јулијана Урошевић        | резач негатива (12 еп. 1993—1994)      |